# Jacques Brodin
Pour les articles homonymes, voir Brodin.
Jacques Brodin, né le 22 décembre 1946 aux Andelys (Eure) et mort le 1er octobre 2015 à Rouen, est un escrimeur français des années 1960 et 1970. Il est membre de l'équipe de France à l'épée et est à plusieurs reprises médaillé lors des Jeux olympiques et des Championnats du monde. Il est électricien de métier. Son frère Claude est aussi escrimeur.

## Palmarès
- Jeux olympiques
  -  Médaille de bronze à l'épée par équipes aux Jeux olympiques d'été de 1964 à Tokyo.

- Championnats du monde
  -  Champion du monde à l'épée par équipes seniors en 1965 et 1966.
  -  Vice-champion du monde à l'épée par équipes seniors en 1967 et individuel en 1974.

- Championnats de France
  - Champion de France seniors en 1968,1969, 1971, 1972 et 1974.

### Autres
- Grand Prix de Berne 1966
- Challenge Monal 1969
- 4 fois champion du monde junior en 1962 (le 24 avril au Caire), 1964, 1965 et 1966 (deuxième en 1963).

## Distinctions
- Médaille de la jeunesse, des sports et de l'engagement associatif, bronze